# Abdelhamid Abdou
Ibrahim Abdelhamid Abdou (arabe : إبراهيم عبدالحميد عبده ; né à Alexandrie le 20 décembre 1905 et mort à une date et en un lieu inconnu) est un footballeur international égyptien, qui évoluait au poste de défenseur.

## Biographie

### Carrière en club
En club, il a évolué durant sa carrière à Alexandrie dans le club d'Al Olympi.

### Carrière en sélection
Il a participé avec d'autres grands joueurs égyptiens de l'époque tels que Mokhtar El-Tetch, Mohamed Latif, Abdelrahman Fawzi ou encore Mustafa Mansour à la coupe du monde 1934 en Italie avec l'équipe d'Égypte entraînée par l'écossais James McCrae.
Ils ne passeront pas le 1er tour et ne joueront qu'un seul match contre la Hongrie en 8e de finale, où ils s'inclineront par 4 buts à 2.